# Sergio Canavero
Sergio Canavero, född 1964, är en italiensk neurokirurg som har blivit känd för sina kontroversiella forskningar inom området huvudtransplantationer - ett ingrepp som syftar till att förflytta en mänsklig hjärna till en annan kropp. Han väckte internationell uppmärksamhet och skapade rubriker 2015 när han offentligt meddelade sin avsikt att utföra ett sådant ingrepp på en människa inom loppet av två år.
År 2017 utförde Canavero och hans kollegor en huvudtransplantation mellan två hjärndöda människor. Operationen påstås ha varit lyckad.